# 関西元気文化圏

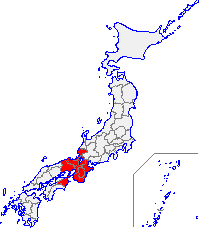
2007年までの関西元気文化圏の対象圏域

関西元気文化圏（かんさいげんきぶんかけん）とは、近畿地方にて、低迷している日本経済を活性化すべく、河合隼雄文化庁長官によって提唱された構想である。2003年（平成15年）3月17日に発足した。
近畿地方の歴史と伝統に根差した文化が、日本を牽引していくことを目的としている。

## 参加府県
2003年（平成15年）3月17日 - 現在
- 滋賀県、京都府、大阪府、兵庫県、奈良県、和歌山県

2003年（平成15年）8月6日 - 現在
- 福井県、三重県、徳島県

2008年（平成20年）9月 - 現在
- 鳥取県

## 関西元気文化圏賞
当構想に基づき、文化を通じて近畿地方から日本を明るく元気にすることに貢献した人・団体に対して、年1回、「関西元気文化圏賞」が授与される。
賞の贈呈者は、関西元気文化圏推進協議会会員が推薦した候補の中から、同会員による投票を経て、最終的に代表委員によって決定する。賞は「大賞」、「特別賞」（大賞に準じるもの）、「ニューパワー賞」（将来性が期待できるもの）に区分される。
贈呈式は、同じく文化庁が主管する文化庁芸術祭賞（関西での参加公演分）の授賞式を兼ねて、毎年1月下旬頃行われる。